# Pasar Ketahun
Pasar Ketahun is een bestuurslaag in het regentschap Bengkulu Utara van de provincie Bengkulu, Indonesië. Pasar Ketahun telt 3751 inwoners (volkstelling 2010).